# Лоуренс, Марк (писатель)
Марк Лоуренс (англ. Mark Lawrence, род. 28 января 1966, США) — писатель в жанре фэнтези, наиболее известный своей трилогией «Разрушенная империя». Имеет двойное гражданство (США и Великобритания). В 2014 роман Лоуренса Император Терний был удостоен премии им. Дэвида Геммела в номинации лучший роман.

## Биография
Марк Лоуренс родился в 1966 г. в США. В юности родители Лоуренса переехали в Великобританию. В настоящий момент писатель женат, имеет четырёх детей, один из которых серьёзно болен. Основной сферой его деятельности являются исследования связанные с искусственным интеллектом. Известно, что Лоуренс связан договорами о неразглашении с правительствами Великобритании и США. О своей работе Лоуренс говорит так: «Это не ракетостроение… Ой, постойте, это оно и есть» («this isn’t rocket science … oh wait, it actually is»). Свободное от работы время Лоуренс посвящает писательству, уходу за больным ребёнком, компьютерным играм, огороду и варке пива.

### Разрушенная империя
1. Принц Терний (август, 2011)
2. Король Терний (август, 2012)
3. Император Терний (август, 2013)

### Война Красной Королевы
1. Принц Шутов (июнь, 2014)
2. Liar’s Key (июнь, 2015)
3. Wheel of Osheim (июнь, 2016)

### Book of the Ancestor
1. Red Sister (апрель, 2017)
2. Grey Sister (апрель, 2018)
3. Holy Sister (апрель, 2019)

В апреле 2014 выпущен рассказ Спящая Красавица, действие которого разворачивается в мире «Разрушенной империи».